# Desmi
DESMI A/S er en dansk producent af pumper og pumpeløsninger (centrifugalpumper, gearpumper, ballastvandssystemer, systemer til oprensning efter olieudslip samt opsamling af affald i floder, stræder, kanaler m.m.) med hovedsæde i Nørresundby. Virksomheden blev stiftet i 1834 i Aalborg af Henning Smith under navnet De Smithske.  
Firmaets vigtigste forretningsområder:
- Marine & Offshore
- Industry / Utility
- EnviRo-Clean
- Defense
- Process Industry

DESMI havde i regnskabsåret 2024 en omsætning på 1704 mio. kr. og et nettoresultat på 176 mio. kr. Det gennemsnitlige antal medarbejdere var 1072 (2024).
I Danmark har virksomheden afdelinger i Nørresundby, Odense, København, og Kolding.
Internationalt har virksomheden kontorer i Tyskland, Storbritannien, Norge, Holland, Kina, Sydkorea, Indonesien, Frankrig, Indien, UAE, USA, Singapore., Tanzania, Dubai, Polen, Sverige, Italien, Nigeria, Grækenland og Tyrkiet.
DESMI har distributionscentre i USA, Europa og Kina, ligesom koncernen også har støberi og produktion i Kina.
- Kirkeklokke i Næsby Kirke på Fyn, støbt af De Smithske